# عصر – شب – روز
عصر - شب - روز (آلمانی: Abend – Nacht – Morgen) یک فیلم صامت در سبک درام به کارگردانی فریدریش ویلهلم مورنائو است که در سال ۱۹۲۰ منتشر شد.
هیچ نسخه‌ای از این فیلم باقی نمانده است.

## بازیگران
- کنراد فایت
- برونو زینر
- اوتو گبور
- گرترود وِلکر
- کارل فون بالا